# ریچارد فوگل
 ریچارد فوگل (انگلیسی: Richard Vogel؛ زاده ۱۳ اوت ۱۹۶۴) یک تنیس‌باز اهل چکسلواکی است.